# خانه لبخندها
خانه لبخندها (ایتالیایی: La casa del sorriso) یک فیلم به کارگردانی مارکو فرری است که در سال ۱۹۹۱ منتشر شد. از بازیگران آن می‌توان به اینگرید تولین و انزو کنوله اشاره کرد. این فیلم برنده خرس طلایی از جشنواره فیلم برلین شده‌است.